# Mountainview Ridge
Mountainview Ridge är en bergstopp i Antarktis. Den ligger i Västantarktis. Chile gör anspråk på området. Toppen på Mountainview Ridge är 481 meter över havet.
Terrängen runt Mountainview Ridge är kuperad västerut, men österut är den platt. Trakten är obefolkad. Det finns inga samhällen i närheten.